# Riß
Die Riß [rɪs] ist ein 49 Kilometer langer Fluss in Oberschwaben im südöstlichen Baden-Württemberg. Sie mündet beim Ortsteil Ersingen der Kleinstadt Erbach im Alb-Donau-Kreis von rechts und aus dem Süden kommend in die Donau. Die Riß hat zwei Quellbäche, die längere und bedeutendere, nordwärts fließende Kalte Riß und die nordwestwärts verlaufende Warme Riß, die bei Winterstettendorf zumündet.

## Name
Das Gewässer wurde zwischen 1293 und 1295 Rússaigie erstmals schriftlich erwähnt. Der antike Geograph Claudius Ptolemäus erwähnte bei Rißtissen ein römisches Kohortenkastell mit dem Namen R[i]usiava im 2. Jahrhundert. Der Name steht wohl in Zusammenhang mit dem indogermanischen Verb *reus „wühlen, graben“.

## Geographie

### Quellbäche

#### Kalte Riß
Der Hauptstrangoberlauf Kalte Riß entspringt im nördlichen Landkreis Ravensburg etwa 1,4 km südlich der Ortsmitte von Bad Waldsee-Michelwinnaden am Südwestrand des Waldstücks Riedle auf etwa 577 m ü. NN. Er zieht zum Dorf, an dessen Südrand er den Burgweiher durchläuft. In danach fortgesetztem Nordlauf an der Kreisgrenze zum Landkreis Biberach nimmt die Kalte Riß von links die Alte Riß auf, die einen Teil des Brunnenholzrieds südwestlich von Michelwinnaden entwässert. Weiter nördlich bei Ingoldingen-Winterstettendorf nimmt sie etwa 5,7 km unterhalb ihres Ursprungs von rechts die Warme Riß auf, womit die Riß entsteht.

#### Warme Riß

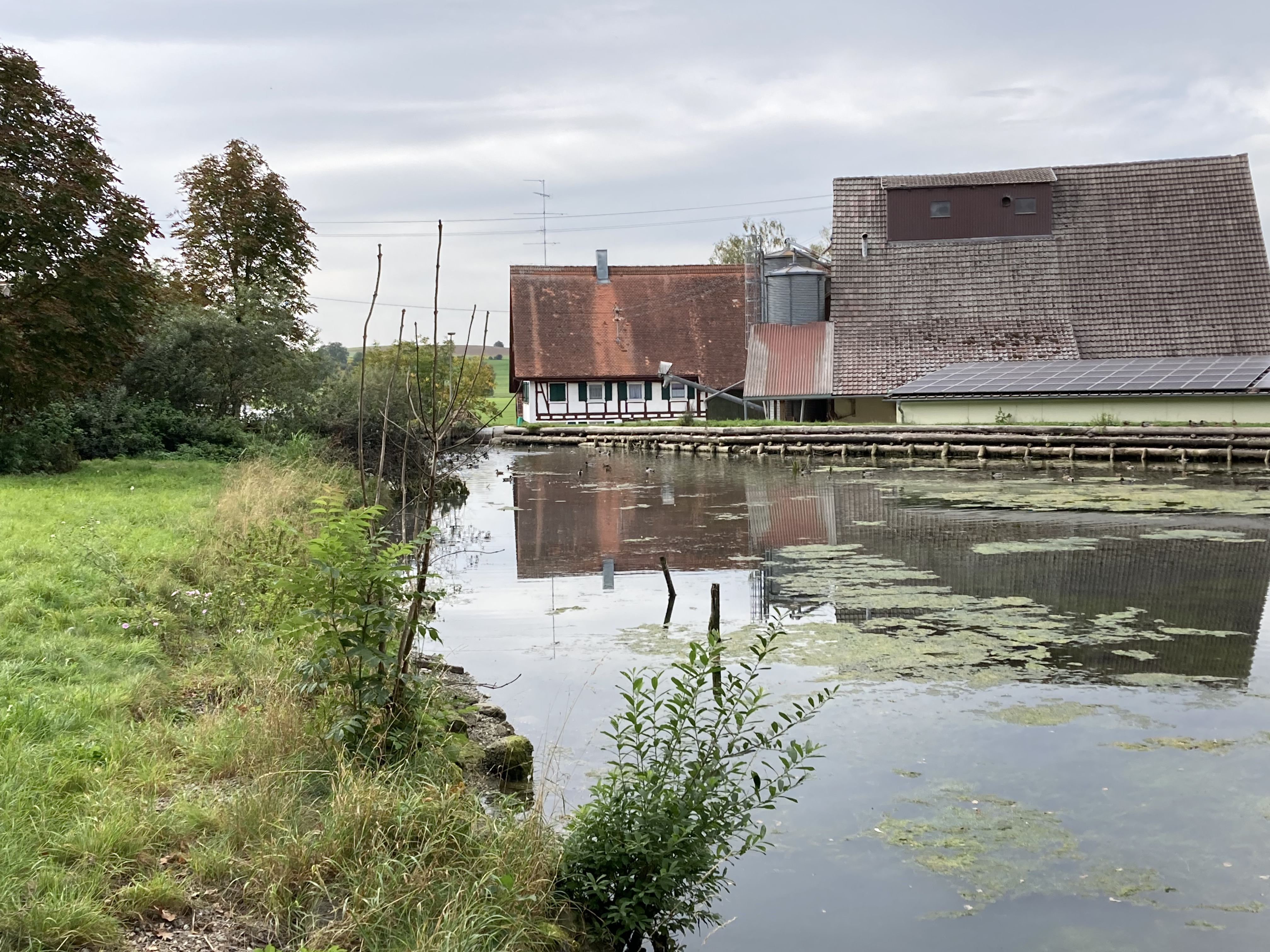
Mühlteich in Winterstettendorf (Rißursprung)

Die nur 3,7 km lange Warme Riß entsteht im Wilden Ried südöstlich von Winterstettendorf, verläuft schon ganz im Biberacher Landkreis und speist im Ort einen Mühlteich, an dem auf Karten ein Riß-Ursprung etwas über einen Kilometer oberhalb des Zusammenflusses beider Riß-Äste ausgewiesen ist.

### Verlauf
Die vereinte Riß zieht danach nordost- bis nordwärts mit teils ausladenden Schlingen in merklich eingetieftem Tal durch den Biberacher Kreis. Bald tritt sie hier aus dem Bodensee-Jungmoränenland ihrer Ursprünge in das Altmoränengebiet der Riß-Aitrach-Platten über, das ein Teil des auch Oberschwäbische Hochebene genannten Naturraums Donau-Iller-Lech-Platte ist. Sie fließt durch Ingoldingen-Winterstettenstadt, unterquert die Bahnstrecke Ulm–Friedrichshafen von Bad Schussenried nach Biberach, die bis unterhalb der Kreisstadt im Tal läuft, und passiert dann Ingoldingen selbst, wo von Westen der Federbach zumündet.

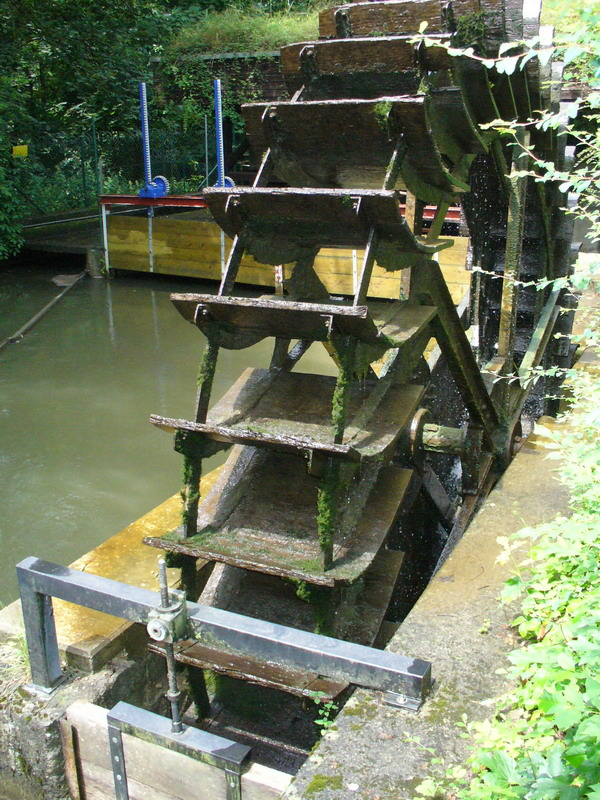
Wasserrad in Biberach-Birkendorf

Danach nimmt die Riß bei Ingoldingen-Degernau die von Südsüdwesten heranfließende kurze Lauter auf, passiert Hochdorf am rechten Hangfuß, über dem die Hochfläche Hochgeländ sich nordöstlich parallel zum Tal zieht. Sie trennt danach dessen Ortsteil Appendorf am linken Ufer vom ebenfalls gemeindezugehörigen Schweinhausen am rechten Hang. Danach zieht sie westlich vorbei an Ummendorf, wonach sie beim schon zu Biberach gehörenden Kneippkurbad Jordanbad aus Südosten in die Umlach einmündet. Durchs anschließende Biberach läuft sie wieder mehr nordwärts, im Stadtkern mündet aus Südwesten der Rotbach.
Unterhalb von Biberach läuft die Riß über Warthausen Richtung Schemmerhofen, wo der aus Richtung Westen heranfließende Mühlbach einmündet, nach Schemmerberg (Gemeindeteil von Schemmerhofen). Weiter nördlich fließt sie durch Ober- und Untersulmetingen (westliche Stadtteile von Laupheim), wobei ihr in Obersulmetingen der von Westen kommende Ingerkinger Rotbach und in Untersulmetingen der von Westen heranfließende Schlaibach und direkt nördlich davon beim Weiler Niederkirch der aus gleicher Richtung kommende Aischbach zufließen. In diesem Gebiet verläuft bis zur Rißmündung wenige Kilometer östlich parallel zur Riß der Donau-Zufluss Dürnach nach Norden.
Daraufhin fließt die Riß durch Rißtissen (östlicher Stadtteil von Ehingen) im Alb-Donau-Kreis, um wenig später mit vier Mündungsarmen (teils künstlich angelegt) in die aus Richtung Südwesten heranfließende Donau zu münden; nördlich von Rißtissen zweigt der Rißkanal von der Riß ab. Der Rißmündung gegenüber liegt am nördlichen Donauufer die Gemeinde Öpfingen.

### Wasserscheide
Das Quellgebiet der Riß liegt unmittelbar nördlich der Rhein-Donau-Wasserscheide, eines Teils der Europäischen Hauptwasserscheide. Während die Riß überwiegend in nördlicher Richtung zur Donau fließt, verläuft die Schussen, die etwas weiter nordwestlich bei Bad Schussenried entspringt, in zumeist südlicher Richtung in den Bodensee und damit in den Rhein.

### Zuflüsse
Zu- und Abflüsse der Riß (Auswahl) vom Ursprung bis zur Mündung, mit Längen:
- Kalte Riß, linker Oberlauf von Süden, 6,6 km
- Warme Riß, rechter Oberlauf von Südosten, 3,7 km
- Federbach, von links und Westnordwesten bei Ingoldingen, 9,3 km und 23,8 km²
- Lauter, von rechts und Süden gegenüber Ingoldingen-Degernau, 3,5 km und 23,8 km²
- Speckbach, von rechts und Südsüdwesten nördlich von Hochdorf, 3,6 km und 8,8 km²
- Schweinhauser Ortsbach, von rechts und Südosten bei von Hochdorf-Schweinhausen, 1,7 km
- Winkelhofgraben, von rechts und Südosten noch vor der Gemeindegrenze von Ummendorf, 2,0 km und 1,9 km²
- Schmiegraben, von rechts und Ostsüdosten vor Ummendorf, 1,4 km
- Umlach, von rechts und insgesamt Südsüdosten bei Ummendorf, 23,0 km und 93,8 km²
- → (Abzweig des Weißgerberbachs oder Bleichers), nach links in Biberach
- Hagenbucher Graben, von rechts und Osten bei Biberach-Bachlangen, 3,4 km
- Schlierenbach, von links und Südsüdwesten in Biberach, 6,1 km
- Rotbach, an der Mündung Ratzengraben, von links und insgesamt Westsüdwesten in Biberach, 15,2 km und 58,1 km²
- ← (Rücklauf des Weißgerberbachs oder Bleicher), von links in Biberach-Birkendorf, 4,3 km
- Mettenberger Bach, von rechts südlich von Warthausen, 4,2 km
- Langestockgraben, von links in Warthausen, 4,9 km mit längerem rechtem Oberlauf Neuweihergraben
- Bahnseitengraben, von rechts am Nordrand von Warthausen, 1,6 km
- Windberggraben, von links in den Triebwerkskanal Malzfabrik, einen rechten Nebenzweig der Riß, 2,0 km
- Röhrwanger Graben, von links nahe Warthausen-Röhrwangen, 2,9 km
- Buchenaugraben, von rechts südöstlich gegenüber von Schemmerhofen, 2,0 km
- Assmannshardter Mühlbach, von links bei Schemmerhofen, 14,4 km und 40,2 km²
- Oberriedgraben, von rechts südlich von Schemmerberg, 2,9 km
- Michelwiesengraben, von links nördlich von Schemmerberg, 1,3 km
- Ingerkinger  Rotbach, von links in Obersulmetingen, 7,8 km und 26,2 km²
- Schlaibach, von links in Untersulmetingen, 5,1 km
- Aischbach, von links in Untersulmetingen, 5,4 km und 8,3 km²
- → (Abgang des Neuen Grabens), nach rechts an der Kreis- und Stadtgrenze zwischen Laupheim und Ehingen (Donau), 1,6 km; fließt zur Rauglen, diese zur Westernach, diese zur Donau
- Hinterriedgraben, von links bei Rißtissen, 1,6 km
- (Zufluss aus dem Taxisschen Wald), von links bei Rißtissen, 3,5 km
- Sulzgraben, von links gegenüber Rißtissen, 0,8 km
- Rißtissener Graben, von rechts durch Rißtissen, 0,7 km
- →← (Abgang und Rücklauf des Sägewerkskanals) (nach und von links), in Rißtissen, 0,7 km
- → (Abgang des Viehsaumgrabens), nach links an der Gemeindegrenze Ehingen/Öpfingen, 1,2 km; mündet in die Donau.
 Die Riß fließt nach diesem Abzweig auf der Gemeindegrenze im Rißkanal, der später auf Erbacher Gemarkung übertritt.
  - Nimmt den Hohengraben von links auf, 2,7 km
- Biesmahdgraben, von rechts bei Erbach-Ersingen, 0,9 km
- → (Abgang der Verbindung Rißkanal-Donau), nach rechts zur Donau, durch Ersingen, 2,3 km
  - Rauriedgraben, von rechts nach Ersingen, 1,4 km
- → (Abgang des Donaualtwassers Ulm-Ersingen), nach rechts bei Ersingen, 0,8 km; mündet in die Donau
Der Hauptast hat von diesem Abzweig an noch 0,5 km[LUBW 5] bis zur Donau

## Riß-Kaltzeit
Die Riß ist Namensgeberin für die vorletzte Kaltzeit, die Riß-Kaltzeit (in Norddeutschland auch Saale-Kaltzeit genannt). In der naturkundlichen Abteilung des Braith-Mali-Museums in Biberach an der Riß finden sich viele anschauliche Modelle zur Riß-Kaltzeit.

### LUBW
Amtliche Online-Gewässerkarte mit passendem Ausschnitt und den hier benutzten Layern: Lauf und Einzugsgebiet der Riß

(Layer werden z. T. erst nach Vergrößerung sichtbar.)

Allgemeiner Einstieg ohne Voreinstellungen und Layer: Daten- und Kartendienst der Landesanstalt für Umwelt Baden-Württemberg (LUBW) (Hinweise)
1. 1 2  Höhe nach dem Höhenlinienbild auf dem Hintergrundlayer Topographische Karte.
2. ↑  Höhe nach blauer Beschriftung auf dem Hintergrundlayer Topographische Karte.
3. 1 2 3 4  Länge nach dem Layer Gewässernetz (AWGN).
4. ↑  Einzugsgebiet nach dem Layer Aggregierte Gebiete 04.
5. ↑  Länge abgemessen auf dem Hintergrundlayer Topographische Karte.

### Andere Belege und Anmerkungen
1. ↑  Deutsches Gewässerkundliches Jahrbuch Donaugebiet 2006 Bayerisches Landesamt für Umwelt, S. 92, abgerufen am 4. Oktober 2017, Auf: bestellen.bayern.de (PDF, deutsch, 24,2 MB).
2. ↑  Albrecht Greule: Deutsches Gewässernamenbuch. Walter de Gruyter, Berlin / Boston 2014, ISBN 978-3-11-057891-1, S. 441, „Riß“ (Auszug in der Google-Buchsuche).